# Frank Pierce
Frank C. Pierce (riserve di Cattaraugus, aprile 1883 – Irving, 25 febbraio 1908) è stato un maratoneta statunitense, primo nativo americano a prendere parte alle Olimpiadi in rappresentanza degli Stati Uniti.

## Carriera
Pierce partecipò alla maratona ai Giochi olimpici di Saint Louis 1904, senza però riuscire a completarla.